# Весёлые ребята
«Весёлые ребята» (з рос. — «Веселі хлоп'ята») — радянський і російський вокально-інструментальний ансамбль (ВІА). Лауреат Всесоюзних і міжнародних конкурсів. Семиразовий лауреат Всесоюзного пісенного фестивалю «Пісня року». Володар вищої нагороди «Платиновий диск № I» (2006 рік) за абсолютний рекорд в СРСР і Росії з продажу платівок — 179 850 000 копій. У 1988 р. рішенням Мінкультури СРСР був затверджений у статусі музичного театру.

## Історія
Ансамбль «Весёлые ребята» був створений в 1966 році в Москві піаністом і композитором Павлом Слободкіним.
У 1968 р. ансамбль «Веселі хлопці» став першим ансамблем цього жанру в СРСР, удостоєним звання лауреата Всесоюзного конкурсу на найкраще виконання молодіжної пісні і I премії, що сприяло офіційному визнанню поп- і рок-музики в СРСР.
В 1969 р. ансамбль був удостоєний звання лауреата Всесоюзного конкурсу і I премії, на найкраще виконання радянської пісні. Великий успіх ансамблю приніс перший міньйон, випущений фірмою «Мелодія» в липні 1970 р., записи для якого були зроблені в листопаді 1969 року. Ця платівка була випущена рекордним тиражем — 15,79 млн екземплярів, який до теперішнього часу ніким не перевершений. Всесоюзну популярність отримали пісні ансамблю «Алёшкина любовь», «Сон», «Взявшись за руки вдвоем», «Тебе все равно», «Люди встречаются», «Швидкий поезд», «Когда молчим вдвоём». Секрет популярності групи «Веселые ребята» полягав у тому, що їй вдалося створити свій неповторний репертуар.
З початку 1970-х років ансамбль, роблячи ставку на власний репертуар, стає своєрідною лабораторією популярної музики. З цією метою П. Слободкін запрошує молодих авторів: Юрія Антонова, В'ячеслава Добриніна, Сергія Дьячкова і Олега Іванова, які пишуть для ансамблю ряд пісень: «Почему?», «Если любишь ты», «На Земле живёт любовь», «Напиши мне письмо», «Ни минуты покою», «На что достойна любовь», «Качели» та ін.
Найбільш плідним виявилося співробітництво ансамблю з композитором Давидом Тухмановим, який написав для ансамблю багато популярних пісень: «Як прекрасен цей світ є!», «Легко закохатися», «День без пострілу на Землі», «Смуга невезіння», «Швидкий потяг», «Варшавський дощ», "Я до тебе не підійду ", «У тієї гори».
Завдяки самобутньому репертуару, якісному світловому і звуковому оформленню концертів, цікавій режисурі, високому рівню вокально-інструментальної майстерності колектив виробляє власний стиль, стає музичним театром пісні. В анотації до першої платівки ансамблю LP «Любов - величезна країна» учень великого Дмитра Шостаковича — народний артист РРФСР, лауреат державної премії СРСР, композитор Юрій Левітін відзначав «хороший смак, професіоналізм, сувору вибагливість у відборі репертуару художнього керівника ансамблю Павла Слободкіна».
У 1973 р. фірма «Мелодія» отримала запрошення взяти участь в Міжнародному конкурсі грамзапису в Ліверпулі (Англія). На конкурс були відправлені записи ансамблю «Веселі хлопці», які отримали II премію і удостоєні звання лауреата Міжнародного конкурсу. Це був перший великий успіх вітчизняної популярної музики на Заході.
У 1974 р. Павло Слободкін запрошує в ансамбль молоду співачку Аллу Пугачову. Підсумком творчої співпраці стала перемога в 1975 році Пугачової на міжнародному конкурсі «Золотий Орфей» в Болгарії і Гран-прі за виконання пісні «Арлекіно», в аранжуванні і обробці Павла Слободкіна, яка принесла їй всесоюзну популярність. Після успіху на конкурсі ансамбль записав для Пугачової першу сольну платівку з піснями: «Арлекино», «Посидимо-поокаем» і «Ты снишся мне». Тоді ж вийшла ще одна платівка групи, з піснями Рудольфа Манукова «Вишня», «Обранець», «Не надо ждать» і «Ясные свнтлые глаза».
У 1976 р. на Міжнародному конкурсі грамзапису в Празі «Веселі хлоп'ята» були удостоєні звання лауреата і I премії за пісні: «Коли мовчимо удвох» (П. Слободкін — Л. Дербеньов), «Я до тебе не підійду» (Д. Тухманов — Л. Дербеньов, І. Шаферан). Ансамбль був почесним гостем багатьох престижних фестивалів: «Братиславська ліра» у Чехословаччині, Дрезденський шлягер-фестиваль в НДР, «Золотий Орфей» у Болгарії. В рамках концертної діяльності гурт виступав на одній сцені із зірками європейської естради: ABBA, Boney M, Brotherhood of Man, Mud, Waterloo & Robinson, Middle of the Road, Пітер Меффей, Джоном Мейолл, Мірей Матьє, Карелом Готтом і багатьма іншими.
У 1980 р. ансамбль «Веселі хлоп'ята» взяв активну участь в культурній програмі Олімпійських ігор в Москві. У 1981 р. колектив успішно виступив на Всесоюзному фестивалі на найкраще виконання радянської поп-музики «Єреван-81» і був удостоєний головного призу фестивалю.
У 1983 р. важливим етапом в житті колективу стало звернення до класичної музики: в обробці і аранжуванні Павла Слободкіна в концертних програмах зазвучали Токката ре-мінор І. С. Баха, Фантазія на тему п'єси «У печері гірського короля» з сюїти Е. Гріга «Пер Гюнт», Варіації на тему каприс № 24 Нікколо Паганіні, твори Моцарта і Бетховена.

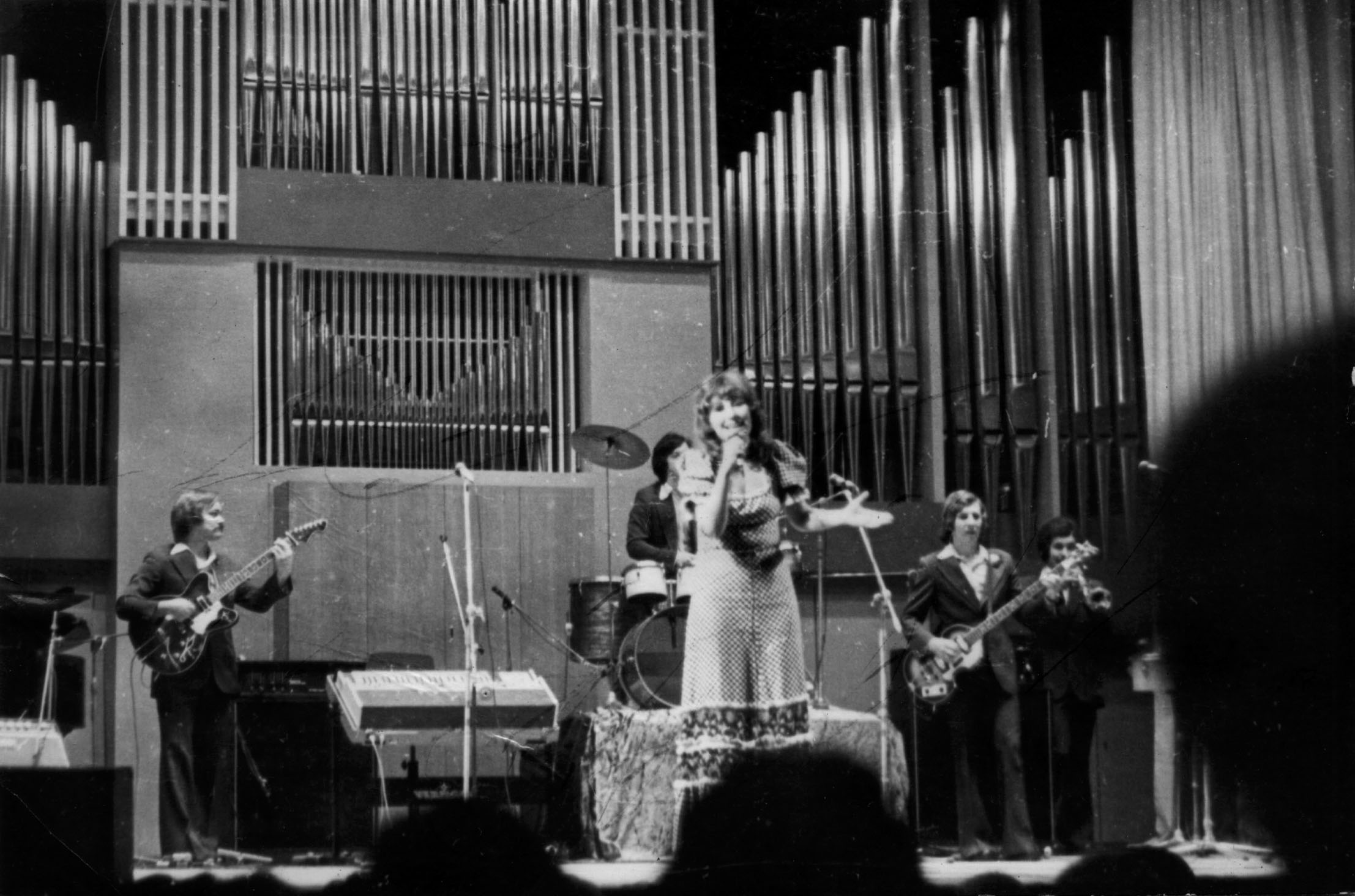
Алла Пугачова і ансамбль «Веселые ребята» (1975, м. Ярославль, філармонія)

Ансамбль «Веселі хлоп'ята» став першим колективом на естраді, який включив до своїх програм твори класичної музики. «П'ять виконавців зуміли створити ілюзію звучання то органу, то цілого оркестру», — писав музичний критик Євген Надеинский в журналі «Музичне життя» У 1984 р. ансамбль взяв участь у концертах «Дні культури Москви в Фінляндії». В 1985 р. — був удостоєний Гран-прі на Міжнародному конкурсі естрадної пісні «Братиславська ліра», за пісню «Бродячі артисти» (Л. Варданян — І. Шаферан), аранжування П. Слободкіна, згодом стала однією з «візитних карток» групи. У 1985—1987 рр. пройшли гастролі колективу в містах СРСР, а також у Німеччині, Чехословаччини, Угорщини, Болгарії і на Кубі. В рамках гастрольного туру група вперше виступила за межами Європи. Тоді ж колектив взяв участь в передачі «Блакитний вогник», в якій вперше була виконана пісня «Не хвилюйтесь, тітко!». У 1988 р. за великі заслуги в області вітчизняного музичного мистецтва Міністерство культури СРСР і Міністерство культури РРФСР затвердили ансамбль «Веселі хлопці» в статусі музичного театру.
У 1991 р. колектив вшосте стає лауреатом Всесоюзного пісенного фестивалю «Пісня року». У зв'язку з 25-річчям творчої діяльності, ансамбль дає серію ювілейних концертів і випускає подвійний альбом з найкращими піснями різних років.
У 1997 р. фірма «Мелодія» випускає компакт-диск «Люди зустрічаються», де в числі відомих радянських шлягерів містяться записи групи. У 2003 р., в зв'язку з 35-річчям творчої співпраці з «Мелодією», керівництво фірми нагороджує групу «Золотим диском».
У 2005 р. відбуваються кардинальні зміни в складі ансамблю. Після ретельного відбору Павло Слободкін збирає новий склад, куди входять молоді талановиті виконавці. Пізніше «Веселі хлоп'ята» відновлюють концертну діяльність. Тріумфальне повернення ансамблю на естраду відбулося в травні 2005 рік р. З великим успіхом пройшли виступи групи в Театрі естради, ГЦКЗ «Росія», в Будинку музики, Концертному залі ім. П. І. Чайковського, у Палаці спорту «Лужники». У листопаді 2006 рік р. «Веселі хлопці» виступили на V ювілейному фестивалі «Авторадіо» «Дискотека 80-х» в СК «Олімпійський», який був показаний по Першому каналу телебачення в січні 2007 року. У числі учасників фестивалю були зірки європейської естради: Аманда Лір, Savage, Ліз Мітчелл, The Weather Girls, CC Catch, Тото Кутуньо, Дітер Болен, Рікардо Фольї і багато інших.
У 2006 р., у зв'язку з 40-річчям творчої діяльності, ансамбль нагороджується вищою нагородою фірми «Мелодія» — «Платиновим диском № 1» і стає володарем абсолютного національного рекорду з кількості проданих пластинок — 179,850.000. примірників.
У квітні 2007 року спільно з рекордс-компанією «Бомба М'юзік» «Веселі хлопці» і Павло Слободкін випустили CD «Любов — дитя планети», а в грудні 2007 року спільно з фірмою Мелодія випустили CD «Коли мовчимо удвох», присвячений 40-річчю ансамблю.
У грудні 2007 р. «Веселі хлоп'ята» взяли участь в гала-концерті «Пісня року-2007» в СК «Олімпійський» і в сьомий раз став лауреатом фестивалю і був удостоєний спеціального призу у зв'язку з 40-річчям творчої діяльності. Цей концерт був показаний 2 січня 2008 р. по каналу РТР.
У березні 2008 р. «Веселі хлоп'ята» взяли участь в авторському вечорі народного артиста Росії, композитора Олега Іванова в Державному Кремлівському Палаці.
У листопаді 2008 р. «Веселі хлоп'ята» взяли участь в VII Міжнародному фестивалі «Авторадіо» «Дискотека 80-х» в СК «Олімпійський» з багатьма європейськими зірками естради: Dschinghis Khan, Boney M. (Liz Mitchell), Teach In, Al Bano, CC Catch, F.R. David, Secret Service, Sabrina, Fancy, Eruption feat. Precious Wilson, Gazebo, Chilly, Baccara, Ottawan, — який був показаний на Першому каналі телебачення 1 січня 2009 р.
У листопаді 2008 р. взяв участь в міжнародному фестивалі Авторадіо «Дискотека 80-х» разом із зірками європейської та російської естради, а в грудні спільно з рекордс-компанією «Бомба Мьюзік» «Веселі хлоп'ята» і Павло Слободкін випустили CD + DVD «Музичний глобус».
У січні 2010 р. випустив CD-альбом «Любов — величезна країна», присвячений 35-річчю від дня його випуску.
У березні 2011 р. колектив взяв участь в гала-концерті «80 років Москонцерту» і випустив CD «Хвилиночку», а в червні 2011 випустив CD «Люби мене, як я тебе».
У липні 2011 р., ансамбль «Веселі хлоп'ята» виступив на закритті XX ювілейного фестивалю «Слов'янський базар» 14 липня 2011 р., концерт транслювався 15 липня 2011 р. телеканалом «Росія-1». В рамках фестивалю «Слов'янський базар» засновник і художній керівник ансамблю Павло Слободкін провів прес-конференцію для 120-ти журналістів і презентацію нового, восьмого CD-альбому «Шерше ля ...» ансамблю «Веселі хлоп'ята».
У жовтні 2011 р. ансамбль брав участь у гала-концерті «Легенди ВІА» (концерт транслював 30 грудня телеканал «ТВ-Центр»).
26 листопада 2011 р. разом із зірками європейської естради ансамбль взяв участь у Х ювілейному міжнародному музичному фестивалі «Дискотека 80-х» «Авторадіо» (концерт транслював 1 січня 2012 р. «Перший канал»).
У грудні 2011 р. ансамбль взяв участь у зйомках музичного фільму «Новорічна SMS-ка» (трансліровался 31 Фотозвіт 2011 а телеканал «ТВ-Центр»). У грудні 2011 а ансамбль випустив новий альбом, записаний сучасним складом ансамблю CD «Шерше ля...».
27 січня 2012 р. «Веселі хлопці» були удостоєні щорічної музичної премії «ZD Awards» («Звукова доріжка МК») «За великий внесок у вітчизняну поп-музику» і виступили з лауреатами цієї премії в кіноконцертному театрі «Космос».
У червні 2012 р. ансамбль випустив дев'ятий CD «Напиши мне письмо» і взяв участь в двох телевізійних передачах «Давно не бачилися» на каналі ТВЦ.
У червні 2013 р. ансамбль випустив десятий CD «Невидане». У листопаді 2013 а ансамбль випустив одинадцятий CD «Не хвилюйтеся, тітка …» і дванадцятий альбом у форматі MP3 «Вибране» (50 найкращих пісень записаних в період 1969—1979). У грудні 2013 а в продаж надійшов новий — тринадцятий альбом, записаний сучасним складом ансамблю CD «Який прекрасний цей світ». 20 листопада 2014 а вийшов в світ наступний — чотирнадцятий альбом CD «Ретроспектива». 29 листопада 2014 року ансамбль виступив на XIII міжнародному музичному фестивалі «Дискотека 80-х» «Авторадіо». У жовтні 2015 року було знято телевізійна передача на каналі ТВ Ля мінор. Виступив в телевізійній програмі Ізмайловський парк на каналі РТР-1. У листопаді 2015 а вийшов п'ятнадцятий за рахунком, новий альбом CD «Перехрестя долі», записаний сучасним складом ансамблю. У 2016 році відбулися сольні концерти в містах РФ. 26 листопада 2016 року ансамбль виступив на ювілейному XV міжнародному музичному фестивалі [Дискотека 80-х] Авторадіо. Ефір відбувся 01 січня 2017 року на каналі НТВ.

## Склад
У різні роки в ансамблі працювали:
- Павло Слободкін (1966—2017) керівник, аранжувальник, клавішні
- Леонід Бергер (1969—1972)
- Юлій (Іюлій) Слободкін (1968—1971)
- Олександр Градський (1970—1971)
- Олексій Пузирьов (1971—1975, 1976—1981) — гітара, вокал, клавішні
- Юрій Петерсон (1968—1972)
- Світлана Рєзанова (1970—1971)
- Володимир Фазилов (1970—1972)
- Олександр Лерман (1972—1974, квітень-серпень 1975) — вокал, бас-гітара, клавішні
- Анатолій Альошин (1973—1979) — вокал, скрипка
- Олександр Барикін (1973—1975, 1978—1979) — вокал, гітара
- Олександр Буйнов (1973—1989) — клавішні, вокал
- В'ячеслав Малежик (1973—1975) — вокал, гітара
- Андрій Русанов (1973 — жовтень 1975) — саксофон, флейта
- Олександр Чіненков () — перкусія, труба
- Борис Багричев (1974 — грудень 1975) — ударні
- Валерій Дурандін (1974—1981) — аранжувальник, бас-гітара, вокал
- Алла Пугачова (листопад 1974 — вересень 1976) — вокал
- Сергій Кукушкін (січень 1975 — січень 1976) — бас-гітара, вокал
- Вадим Голутвін (травень 1975 — жовтень 1976) — аранжувальник, гітара
- Роберт Мушкамбарян (серпень 1975—1985) — вокал, саксофон
- Віталій Валітов (лютий 1976 — грудень 1981) — ударні
- Ігор Гатауллін (лютий 1976—1989) — гітара, вокал
- Людмила Барикіна (1977—1981)
- Олексій Глизін (серпень 1979—1988)
- Юрій Чернавський (1983—1984)
- Сергій Рижов (1983—1985)
- Віктор Чайка (1985—1988)
- Ігор Єрастов (1986—1993)
- Юрій Андрєєв (1988—1993 і 2005 — по теперішній час)
- Олександр Добронравов (1988—1993)
- Олександр Добринін (1988—1991 і 2005—2007)
- Сергій Перегуда (1988—1990)
- Євген Єльцов (1989—1993)
- Ілля Змієнков (2005 — по теперішній час)
- Андрій Концур (2005 — по теперішній час)
- Михайло Решетніков (2007 — по теперішній час)
- Олександр Черевков (2009 — по теперішній час)
- Іван Пашков (2009 — по теперішній час)